# 二邻甲苯胍
二邻甲苯胍是一种有机化合物，分子式C15H17N3，属于胍衍生物，可作为σ受体激动剂。